# Kowił
Kowił (bułg. Ковил) – wieś w Bułgarii, w obwodzie Kyrdżali, w gminie Krumowgrad. W 2024 roku liczyła 96 mieszkańców.